# Acuerdo de Saltsjöbaden

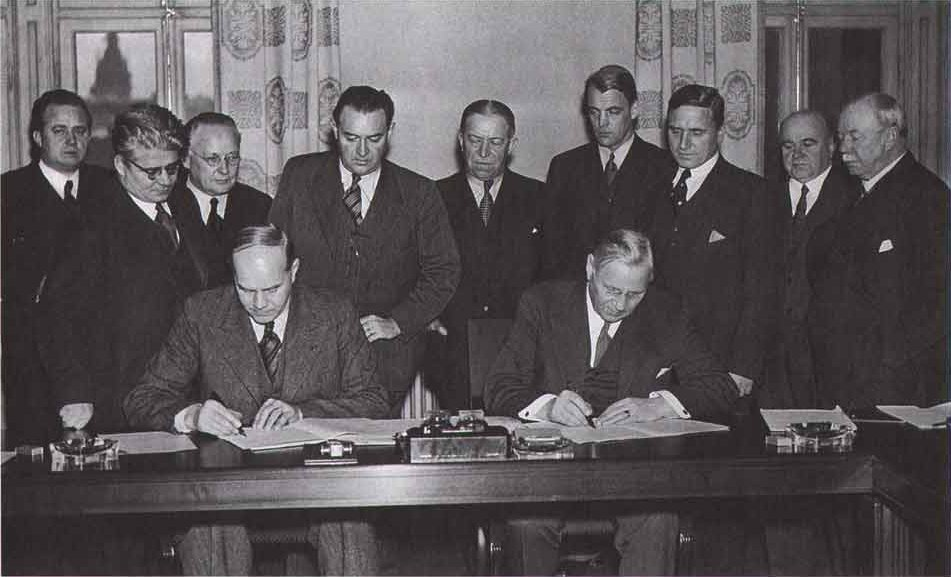
Acto de la firma del Acuerdo de Saltsjöbaden. A la izquierda el representante de los sindicatos; a la derecha el de la patronal.

El Acuerdo de Saltsjöbaden (en sueco: Saltsjöbadsavtalet) es un convenio colectivo firmado entre la Confederación Sueca de Sindicatos (en sueco: Landsorganisationen, LO) y la Asociación Sueca de Empresarios (en sueco: Svenska arbetsgivareföreningen, SAF) el 20 de diciembre de 1938, que se convirtió en modelo para otros acuerdos. Las normas sobre huelgas se han considerado prácticamente principios jurídicos generales de los conflictos laborales entre empresarios y trabajadores. El convenio consolidó la norma social sueca de que ambas partes deben celebrar acuerdos sin interferencia del gobierno. El convenio sigue vigente, y las últimas modificaciones se realizaron en 2022.
El acuerdo, impulsado por el gobierno socialdemócrata en el poder desde 1932, ha sido definido como el «compromiso histórico» entre el capital y el trabajo en Suecia lo que redujo los conflictos de clases, propició que se alcanzara el pleno empleo e impulsó el establecimiento del Estado del bienestar en Suecia. Por otro lado, constituyó un hito en la historia del estado del bienestar.

## Historia
Desde la Huelga General Sueca de 1909, el mercado laboral se había caracterizado por una conflictividad sin regulación, con la SAF y la LO como principales actores. Se debatió un marco jurídico restrictivo, pero fue criticado tanto por la SAF como por la LO. Tras el rechazo parlamentario del proyecto de ley del gobierno socialdemócrata en 1935, se iniciaron negociaciones entre la SAF y la LO, que culminaron en el Acuerdo de Saltsjöbaden en 1938. En particular, los capítulos sobre huelgas se basaron en gran medida en las propuestas anteriores.
Para implementar el Acuerdo de Saltsjöbaden, la LO tuvo que modificar sus estatutos. Los nuevos incluían la autorización a la secretaría general para suspender la ayuda en caso de conflicto a un sindicato miembro que se negara a aprobar las propuestas de resolución de la secretaría. La secretaría también podía prohibir una huelga si abarcaba a más del tres por ciento de los afiliados de un sindicato miembro, o si corría el riesgo de alcanzar tal magnitud debido a un cierre patronal. Los sindicatos miembros de la LO también debían incluir en sus estatutos una disposición que facultara a la junta directiva de la confederación para decidir sobre cuestiones contractuales y de huelga, incluso en contra de la voluntad expresada por los afiliados.
La acogida del tratado fue diversa. El Sindicato Sueco de Trabajadores del Transporte (Svenska Transportarbetareförbundet), afiliado a LO, comentó que «por miedo a la muerte, uno se suicida» y criticó especialmente el capítulo cuarto, que regula las acciones sindicales, por considerarlo «repugnante».
El Acuerdo de Saltsjöbaden inauguró una era de consenso y cooperación en el mercado laboral sueco, el llamado «espíritu de Saltsjöbaden» (Saltsjöbadsandan), que caracterizó la política laboral sueca al menos hasta finales de la década de 1960, cuando el conflicto laboral de LKAB marcó el inicio de un período de confrontación y disminución del consenso. A principios de la década de 1980, las partes volvieron a buscar el consenso, lo que culminó con la firma del Acuerdo de Desarrollo (Utvecklingsavtalet) entre LO, SAF y PTK.